# Modern Times (groupe)
Pour les articles homonymes, voir Modern Times.
Modern Times est un groupe luxembourgeois de pop, actif dans les années 1990. Il était composé de la chanteuse Simone Weis et du chanteur Jimmy Martin. Le groupe est connu pour avoir représenté le Luxembourg lors de sa participation à l'Eurovision en 1993 avec la chanson Donne-moi une chance, qui a été le dernier du pays pendant 31 ans, jusqu'au le retour dans l'edition 2024.

## Histoire
Modern Times est formé spécialement à l'occasion du Grand Prix de Millstreet, en Irlande. Ils représentent le Luxembourg avec la chanson Donne-moi une chance, chantée principalement en français,. Il y a aussi trois vers chantés en luxembourgeois. La chanson est écrite par Patrick Hippert avec Jimmy Martin. À l'origine, seule la chanteuse Simone Weis était censée se produire, mais dans une interview en 2018, Jimmy Martin déclare que RTL avait peur qu'elle devienne trop nerveuse toute seule, alors la chanson est réécrite en duo et Jimmy Martin a chanté avec elle. Le batteur Rick Nell était également sur scène ; et le claviériste Dany Caen, les guitaristes Ruth et Patrick Alessi, qui ont également chanté les chœurs. Le chef d'orchestre du concert luxembourgeois de cette soirée était le Belge Francis Goya. La chanson culmine à la 20e place sur 25. Le Luxembourg reçoit 11 points : 1 pour la Slovénie, et 10 pour Malte. La chanteuse irlandaise Niamh Kavanagh gagne cette année-là avec In Your Eyes.
Après l’Eurovision, Modern Times cesse d’exister.

## Discographie
- 1993 : Donne-moi une chance / Heaven Only Knows (45 tours, CD single)